# Sandy Van Landeghem
Sandy Van Landeghem (ca. 1978) is een Belgisch voormalig jiujitsuka.

## Levensloop
Van Landeghem zette haar eerste stappen op de tatami van Kabuto Waasmunster. Ze is regentes lichamelijke opvoeding van opleiding en was werkzaam als redster in het voormalig zwembad van Beveren. Later werd ze centrumcoördinator van het in 2013 geopende subtropisch zwembad Lago De Meerminnen in deze gemeente.
Op de Wereldspelen van 2005 behaalde ze samen met Vanessa Van de Vijver brons op het onderdeel 'duo'. Tevens behaalden ze tweemaal brons (in 1998 in het Duitse Berlijn en in 2002 in het Uruguayaans Punta del Este) en eenmaal zilver (in 2000 in het Deense Kopenhagen) op de wereldkampioenschappen. Op de WK's van 2004 in het Spaanse Móstoles (nabij Madrid) en 2006 in het Nederlandse Rotterdam werden ze telkens vijfde. Op de Europese kampioenschappen behaalde het duo in 2001 goud en in 1999 in het Britse Leeds brons.